# Wohnhäuser der Nordwolle

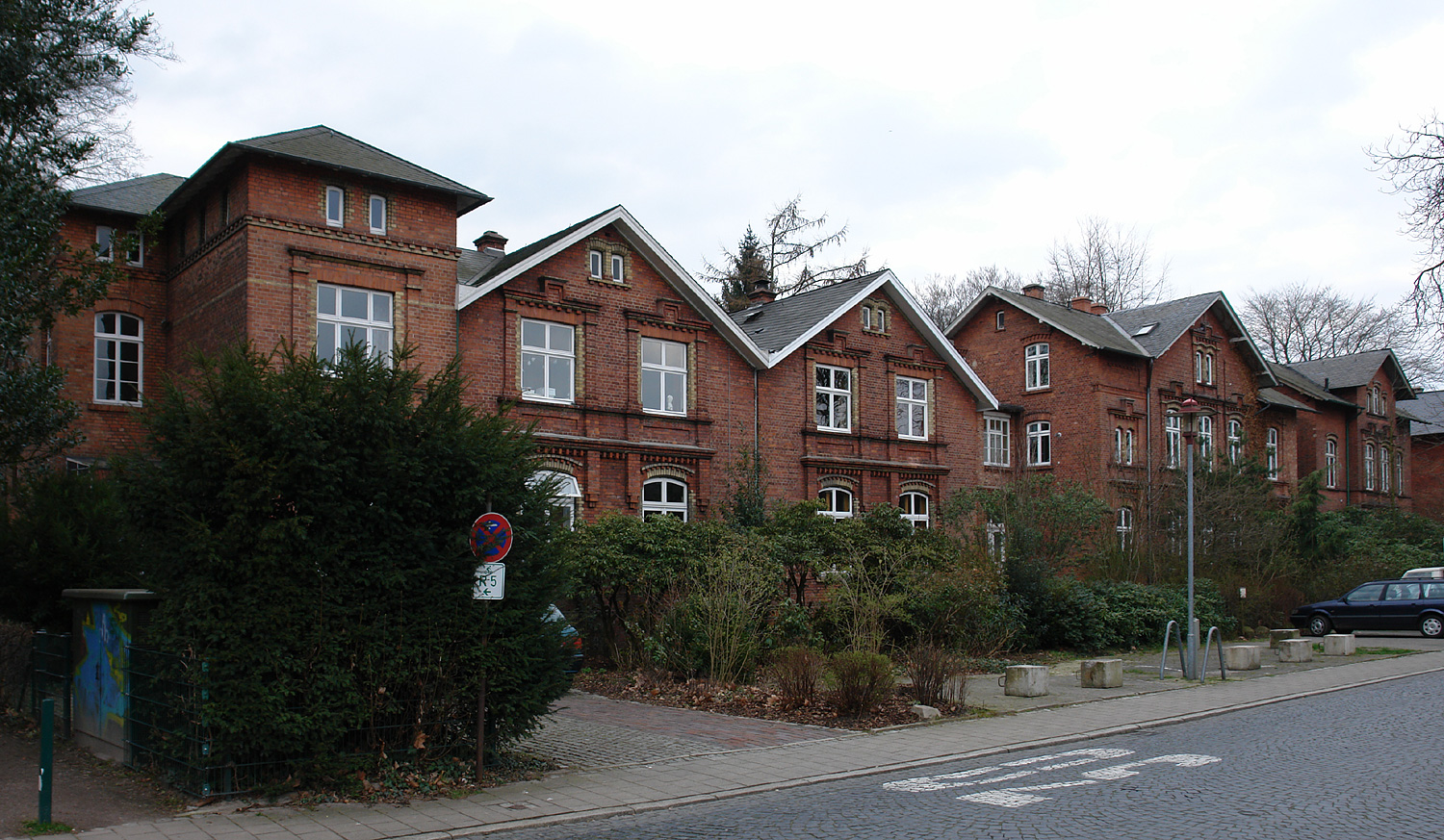
Ehemalige sogenannte „Beamtenhäuser“, Fabrikhof 3/4

Die Wohnhäuser der Nordwolle (NW&K) in Delmenhorst wurden ab 1884/88 als Werkssiedlung gebaut.
Die Gebäude sind Baudenkmale in Delmenhorst.

## Geschichte
Die Nordwolle war ein bedeutendes Unternehmen für die Verarbeitung von Wolle und Kammgarn, angesiedelt auf einem Areal von rund 25 Hektar Fläche zwischen dem Flüsschen Delme im Westen und Norden sowie den Bahngleisen im Süden. Die Zahl der Beschäftigten wuchs rapide an: 1887 waren es 900, um 1911 bereits 3000 Mitarbeiter und später bis zu 4500. Die meisten von ihnen kamen aus Osteuropa. „Wollmäuse“ nannten die Delmenhorster die jungen Mädchen und Frauen aus Schlesien, Galizien und Böhmen. Bis 1981 bestand der Betrieb.
In den 1880er Jahren reagierte die Nordwolle auf die zunehmende, teils krasse Wohnungsnot und die unhaltbaren Zuständen des Elends. Ab 1888 entstand die erste Arbeitersiedlung auf dem Werksgelände. Durch den Wohnungsbau wollten die Unternehmer auch die Mitarbeiter fester an die Firma binden. Schon 1886 hatte der Unternehmer Christian Lahusen seine Villa im kleinen Landhausstil neben der Fabrik errichten lassen. Sein Sohn Carl Lahusen leitete ab 1888 die Firma zog in das Landhaus ein und baute dieses bis 1910 zur Villa Lahusen aus, da das Unternehmerpaar neun Kinder bekam. Den westlichen Wollepark der Nordwolle, ein englischer Landschaftsgarten nach Plänen von Wilhelm Benque (Bremen), durften die Arbeiter nicht nutzen. Direkt am Park stehen auch die sogenannten „Beamtenhäuser“ der leitenden Angestellten.
1893 wurden die sogenannten „Beamtenhäuser“ für Betriebsleiter und Ingenieure errichtet und weitere Arbeiterunterkünfte. Der Bau von Mädchenheimen begann 1884 mit einem Logierhaus für 40 Mädchen, 1898 folgte ein Mädchenwohnheim für 150 osteuropäische ledige junge Arbeiterinnen.
Eine „Stadt in der Stadt“ entwickelte sich mit Wohnhäusern, Fabriken, Anlagen der Stromversorgung, Badeanstalt, Speiseanstalt in der Alten Kämmerei, Krankenhaus, Kinderhort, Bibliothek, Tankstelle, Werkfeuerwehr sowie der Konsumverein mit Laden und Bäckerei. Für jüngere ledige Mitarbeiter und kaufmännische Lehrlinge wurde 1900 das Junggesellenheim „Herrenpensionat“ mit 20 Einzelzimmern, großem Garten und Tennisplatz gebaut. In den 1920er Jahren entstanden im Osten und Norden des Areals weitere größere Arbeitersiedlungen.
Alle Wohnhäuser und Fabrikgebäude wurden verklinkert in einem sachlichen aber auch repräsentativen historisierenden Baustil, je nach Funktion, Bedeutung, Lage, Größe und Konstruktion. Lediglich die Villa Lahusen hebt sich als Putzbau davon ab. Die Baugruppe beeindruckt durch die ästhetische Gesamtwirkung, erreicht durch die einheitlichen Backsteinfassaden sowie durch Wiederholung, Reihung und Rhythmisierung einfacher Stilformen, zumeist mit Lisenen und zahnschnittartigen Gurt- und Kranzgesimsen.
Architekt der frühen Bauten im 19. Jahrhundert war der Bremer Baumeister Wilhelm Weyhe, über den nur wenige Informationen vorliegen. Später wurde auch der Bremer Architekt Henrich Deetjen für die Planung von Wohnhäusern beauftragt und Planungen beider Architekten sollen auch realisiert worden sein.
Viele (nicht alle) sanierten Wohnhäuser (um die 280) stehen als Baudenkmalgruppe unter Denkmalschutz:
- Villa Lahusen von 1886 bis 1910
- Beamtenwohnhäuser von ab 1885 und 1893: Fabrikhof 1 bis 10 am Wolle-Park, Nordwollestraße 25 bis 34 sowie 13 bis 20 (Meisterhäuser);
- Doppelwohnhäuser: Eichenstraße 7 bis 23, Heimstraße 1 bis 56, Nordenhamer Straße 10/12, 14/16 15, Weberstraße 1
- Arbeiterwohnhäuser: Kämmerei 1 bis 25, Pappelstraße 1 bis 23
- Wohnhauszeilen: Färberei 1 bis 13, Spinnerei 1 bis 19 und 22 bis 36, Weiferei 1 bis 35, Zwirnerei 1 bis 33
- Mädchenwohnheim Heimstraße 70 von 1884 und 1898 (Heute: Seniorenwohnheim)
- Junggesellenheim Nordwollestraße 80 von 1900
- Pastorenhaus der Nordwolle für den Werkspastor, Nordenhamer Straße 15
- Pförtnerhaus der Nordwolle von 1885

Für leitende Angestellte, Ingenieure, Angestellte und Meister entstanden ab 1885 mehrere (um 28) sogenannte „Beamtenwohnhäuser“, als zwei- und auch dreigeschossige verklinkerte Wohnhäuser im historisierenden Stil der Jahrhundertwende mit zumeist Sattel- aber auch Walmdächern.
An der Straße Seilgang durchzieht ein kleiner Grünstreifen die Werkssiedlung; er führt nördlich zur Delme.
Die in den 1970er Jahren größtenteils privatisierten Häuser der Birken- und Eichenstraße wurden individuell umgestaltet.
Die Häuser der Pappel- und Heimstraße blieben weitgehend unverändert. An der Heimstraße wohnten ab Ende der 1960er Jahre zahlreiche Gastarbeiter aus dem Süden Europas in der Werkssiedlung. Der Schriftsteller Selim Özdoğan schildert 2011 in seinem Roman Heimstraße 52 das Leben in dem Quartier.